# فوسي (كاتلون)
فوسي (Восе) هي مدينة في مقاطعة كاتلون في طاجكستان.
يبلغ عدد سكانها حوالي 24,575 نسمة.

## المناخ
يظهر الجدول التالي التغييرات المناخية على مدار السنة لفوسي:
| البيانات المناخية لـفوسي                                                                               | البيانات المناخية لـفوسي | البيانات المناخية لـفوسي | البيانات المناخية لـفوسي | البيانات المناخية لـفوسي | البيانات المناخية لـفوسي | البيانات المناخية لـفوسي | البيانات المناخية لـفوسي | البيانات المناخية لـفوسي | البيانات المناخية لـفوسي | البيانات المناخية لـفوسي | البيانات المناخية لـفوسي | البيانات المناخية لـفوسي | البيانات المناخية لـفوسي |
| الشهر                                                                                                  | يناير                    | فبراير                   | مارس                     | أبريل                    | مايو                     | يونيو                    | يوليو                    | أغسطس                    | سبتمبر                   | أكتوبر                   | نوفمبر                   | ديسمبر                   | المعدل السنوي            |
| --- | ------------------------ | ------------------------ | ------------------------ | ------------------------ | ------------------------ | ------------------------ | ------------------------ | ------------------------ | ------------------------ | ------------------------ | ------------------------ | ------------------------ | ------------------------ |
| المتوسط اليومي °م (°ف)                                                                                 | 2.8 (37.0)               | 5.5 (41.9)               | 11.1 (52.0)              | 17.5 (63.5)              | 22.0 (71.6)              | 26.9 (80.4)              | 29.0 (84.2)              | 27.2 (81.0)              | 22.3 (72.1)              | 16.8 (62.2)              | 10.6 (51.1)              | 5.5 (41.9)               | 16.4 (61.5)              |
| الهطول مم (إنش)                                                                                        | 49.3 (1.94)              | 59.1 (2.33)              | 86.8 (3.42)              | 72.6 (2.86)              | 49.6 (1.95)              | 4.0 (0.16)               | 2.6 (0.10)               | 0.4 (0.02)               | 1.0 (0.04)               | 18.9 (0.74)              | 30.0 (1.18)              | 40.0 (1.57)              | 414.3 (16.31)            |
| متوسط أيام هطول الأمطار (≥ 0.1 mm)                                                                     | 7.9                      | 9.2                      | 12.3                     | 11.5                     | 9.1                      | 2.3                      | 0.9                      | 0.0                      | 0.5                      | 4.0                      | 5.6                      | 8.0                      | 71.3                     |
| متوسط الرطوبة النسبية (%)                                                                              | 75.8                     | 72.3                     | 68.5                     | 64.1                     | 54.5                     | 38.2                     | 33.5                     | 34.6                     | 37.9                     | 48.8                     | 62.4                     | 72.2                     | 55.2                     |
| المصدر: "The Climate of Vose". Weatherbase. مؤرشف من الأصل في 2017-10-26. اطلع عليه بتاريخ 2014-08-02. |                          |                          |                          |                          |                          |                          |                          |                          |                          |                          |                          |                          |                          |